# Microdon devius
Microdon devius là một loài ruồi trong họ Ruồi giả ong (Syrphidae). Loài này được Linnaeus mô tả khoa học đầu tiên năm 1761. Microdon devius phân bố ở vùng Cổ Bắc giới